# 埃扎诺伊
埃扎诺伊是一座小亚细亚古城，弗里吉亚王国Aizanitis区首府。它坐落在现在Çavdarhisar的境内，该镇在爱琴海地区城市屈塔希亚西南部57公里。埃扎诺伊海拔约1000米，在中安纳托利亚高原谷地的西部，Penkalas河的两侧，今天被称为Çavdarsuyu。据说这个城市是以azan命名的，他是传说中王阿卡斯和厄拉多女神的三个儿子之一，弗里吉亚人将他尊为先祖。古代埃扎诺伊以宏伟的宙斯神庙闻名。

## 历史

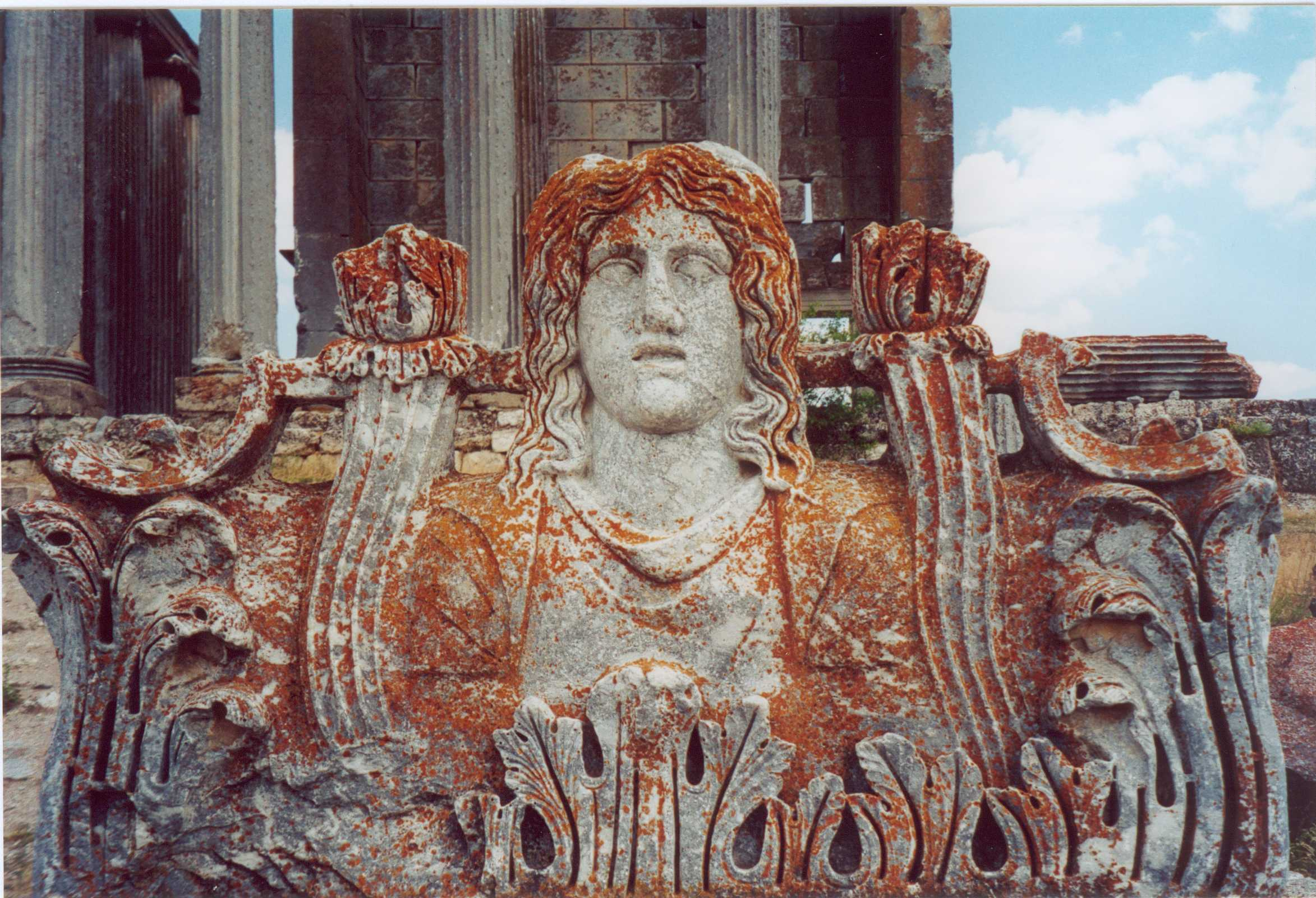
An acroterion and Temple of Zeus in Aizanoi in the background

埃扎诺伊在1824年被欧洲探险家重新发现。随后的1830年和1840年人们对其进行了研究。1926年，德国考古研究所仍在继续进行发掘工作。
最近的考古发掘表明，该遗址是在公元前3千年古希腊时期修建的，由佩加蒙和比提尼亚轮流控制，视冲突的结果而定。公元前133年，埃扎诺伊被罗马人占领。遗址中出土的硬币克追溯到公元前2世纪。在罗马时期，城中的农业，如酒、谷物和羊毛的生产均十分发达。从公元7世纪早期拜占庭时期起，埃扎诺伊成为一个主教教座。城市的重要性开始逐渐减少。
在13世纪塞尔柱时代，Çavdar鞑靼人将山上的宙斯神庙改建成一座城堡。今天的Çavdarhisar就是由这座城堡（土耳其語：Hisar）而得名。

## 古代建筑

### 宙斯庙

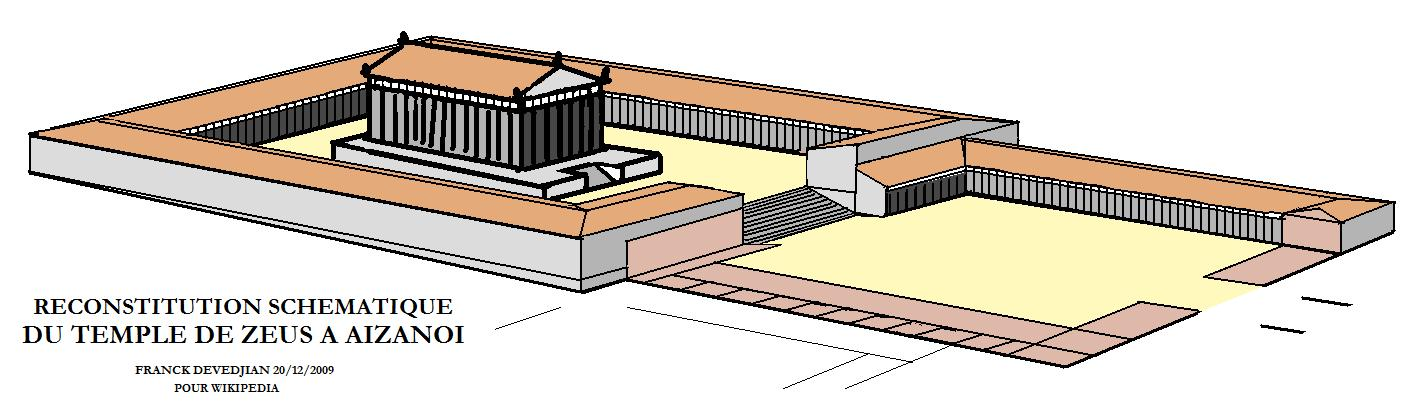
Reconstruction of Zeus Temple in Aizanoi

宙斯庙坐落在一座小山上，是城市的主要圣所。寺庙区正下方发现的陶瓷碎片点直接说明该定居点存在的历史可追溯至早期青铜时代（公元前2800年至2500年）。寺庙的建设开始于公元2世纪的第二季度。建设巨大建筑遇到了资金问题。由于哈德良皇帝（117－138年在位）的干预，其进一步建设成为可能。城市和哈德良交换的关于此目的文书被刻在寺庙北边的门廊上。除了赞扬罗马人Consul M. Apuleius Eurykles统治的外墙碑文，还有描绘Çavdar鞑靼人生活场景的雕刻。
寺庙占地35×53米，短边有八个爱奥尼亚式柱子，长边有15个。

### 竞技场和圆形剧场

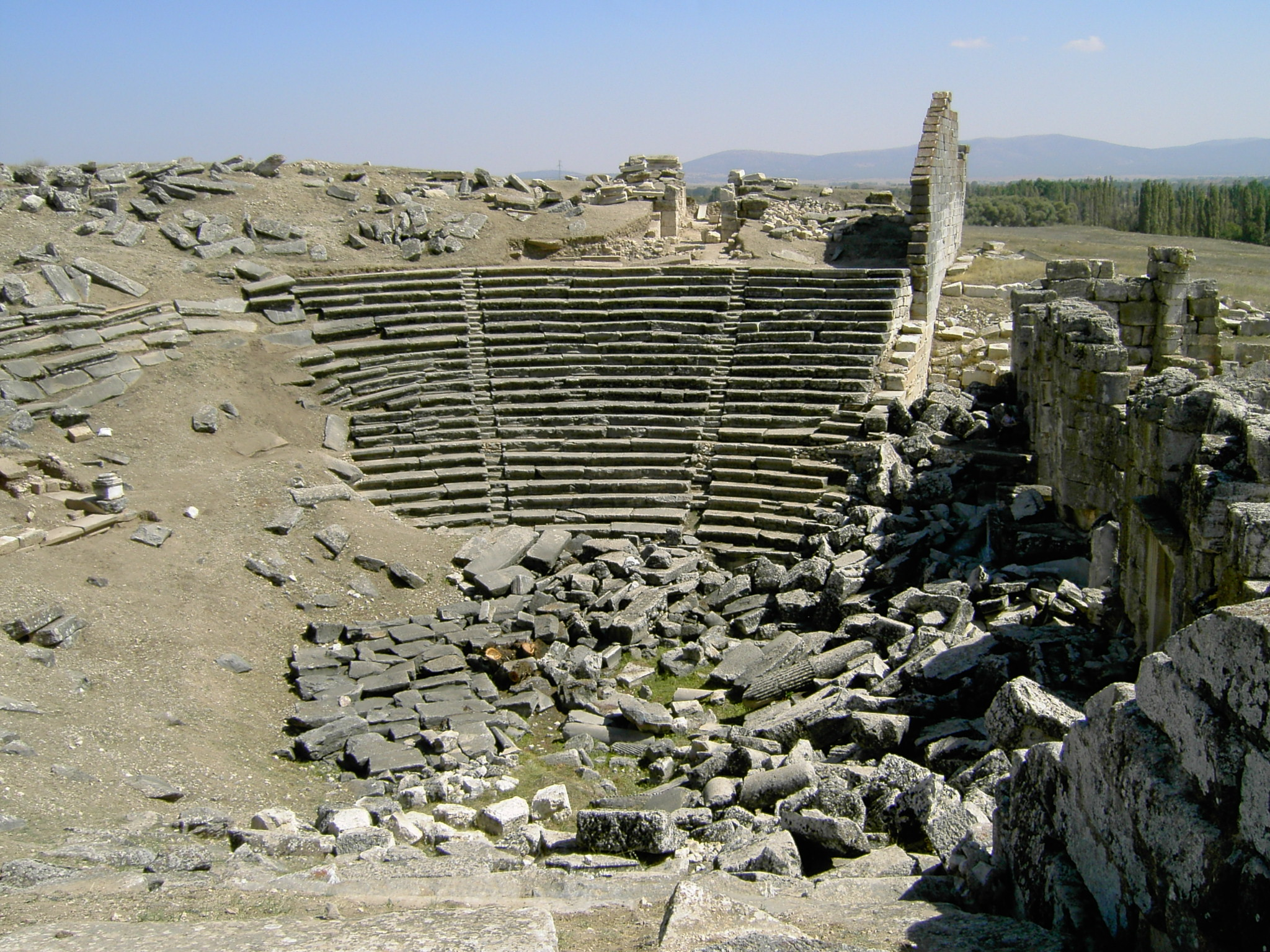
埃扎诺伊圆形剧场

埃扎诺伊的竞技场和露天剧场结合于一体，在古代世界是独一无二的。之竞技场南部和剧场北部由台阶连接。设施在公元160年后开始建设，于3世纪中期完成。新近出土的铭文显示，罗马领事M. Apuleius Eurycles为场地建设作出了贡献。

### 公共浴场
一个罗马浴场坐落在城市的东北。它始建于3世纪的下半叶，在以有的建筑上改建。在其中一个洗澡的大厅中，地板上马赛克保存完好，中间绘有森林神和侍女的画像。主厅在4世纪或5世纪改建为新成立的主教教座。
竞技场和宙斯庙之间，有许多石廊环绕的大型浴池、一些浴室。其中一个浴场内有健康女神的雕像。东北方有石柱廊环绕的健身房。

### 集市

埃扎诺伊的集市

一个圆形建筑式的罗马室内集市坐落在城市的南部。第二世纪下半叶建成，作食品市场。铭文显示罗马皇帝戴克里先（284－305年在位）曾在公元301年颁布一项法令控制物价。

### 柱廊和街道
最近发掘出了保存完好的柱上楣构和石柱的残片，表明了柱廊、走道和旁边石柱廊街道的存在。 这条柱廊的年代可以追溯到约公元400年，曾增加一些新大理石来重建。阿尔忒弥斯神庙的年代，可以追溯到克劳狄皇帝（41－54年在位）的时代，为了建柱廊街道而不得不被拆除。宽阔的柱廊街道有450米长，构成了埃扎诺伊的中央道路，通往城外称为Meter Steunene的神庙，这是祭拜安纳托利亚的地球母亲女神西布莉的场所。